# Final da Copa do Mundo de Ginástica Artística de 2006 - Resultados masculinos
Os resultados masculinos da Final da Copa do Mundo de Ginástica Artística de 2006, contaram com as provas individuais por aparelhos, como desde a edição de 1998.

## Resultados
| Posição           | Ginasta               | Total  |
| ----------------- | --------------------- | ------ |
| Medalha de ouro   | BRA Diego Hypólito    | 16,050 |
| Medalha de prata  | CAN Kyle Shewfelt     | 15,650 |
| Medalha de bronze | CAN Brandon O'Neill   | 15,625 |
| 4                 | CRO Filip Ude         | 15,500 |
| 5                 | UKR Evgeni Bogonosyuk | 14,750 |
| 6                 | TUN Wajdi Bouallegue  | 14,425 |
| 7                 | NED Jeffrey Wammes    | 13,675 |

| Posição           | Ginasta                | Total  |
| ----------------- | ---------------------- | ------ |
| Medalha de ouro   | GRE Vlasios Maras      | 16,050 |
| Medalha de prata  | AUS Philippe Rizzo     | 15,875 |
| Medalha de bronze | SLO Aljaz Pegan        | 15,775 |
| 4                 | SUI Christoph Schaerer | 15,575 |
| 5                 | GER Fabian Hambuchen   | 15,225 |
| 6                 | KAZ Yernar Yerimbetov  | 15,225 |
| 7                 | ITA Igor Cassina       | 14,775 |
| 8                 | FRA Yann Cucherat      | 14,500 |

| Posição           | Ginasta               | Total  |
| ----------------- | --------------------- | ------ |
| Medalha de ouro   | CHN Li Xiaopeng       | 16,450 |
| Medalha de prata  | CHN Huang Xu          | 16,350 |
| Medalha de bronze | UKR Valeriy Goncharov | 16,125 |
| 4                 | FRA Yann Cucherat     | 16,100 |
| 5                 | JPN Hiroyuki Tomita   | 15,000 |
| 6                 | KAZ Yernar Yerimbetov | 14,625 |
| 7                 | ESP Manuel Carballo   | 14,600 |

| Posição           | Ginasta               | Total  |
| ----------------- | --------------------- | ------ |
| Medalha de ouro   | CHN Xiao Qin          | 16,100 |
| Medalha de prata  | HUN Krisztian Berki   | 16,025 |
| Medalha de bronze | CHN Haibin Teng       | 15,975 |
| 4                 | AUS P. Sellathurai    | 15,800 |
| 5                 | GBR Louis Smith       | 15,775 |
| 6                 | JPN Takeshiro Kashima | 15,700 |
| 7                 | CRO Robert Seligman   | 15,525 |
| 8                 | RUS Nikolai Kryukov   | 15,225 |

| Posição           | Ginasta                | Total  |
| ----------------- | ---------------------- | ------ |
| Medalha de ouro   | VEN Regulo Carmona     | 16,300 |
| Medalha de prata  | UKR Olexander Vorobyov | 16,250 |
| Medalha de bronze | ITA Matteo Angioletti  | 16,000 |
| 4                 | ITA Matteo Morandi     | 15,975 |
| 5                 | ITA Andrea Coppolino   | 15,900 |
| 6                 | JPN Hiroyuki Tomita    | 15,900 |
| 7                 | FIN Olli Torkkel       | 15,825 |

| Posição           | Ginasta                  | Total  |
| ----------------- | ------------------------ | ------ |
| Medalha de ouro   | ROU Marian Drăgulescu    | 16,562 |
| Medalha de prata  | RUS Anton Golotsutskov   | 16,362 |
| Medalha de bronze | BRA Diego Hypólito       | 16,250 |
| 4                 | GER Matthias Fahrig      | 16,187 |
| 5                 | LAT Jevgēņijs Saproņenko | 16,012 |
| 6                 | GER Fabian Hambuchen     | 15,987 |
| 7                 | CAN Brandon O'Neill      | 15,975 |
| 8                 | KAZ Yernar Yerimbetov    | 15,900 |